# 賀軍政
賀軍政（1954年1月13日—2016年10月17日），台灣電影及電視劇演員。賀軍政的父親是山東人，母親則是台灣澎湖人，從小在高雄長大。1978年考取中影和永昇合辦的演員訓練班，成為十位錄取人之一，同期學員有胡慧中、王復室、張純芳、蘇明明等人。

## 演出作品

### 電影演出
- 《拒絕聯考的小子》（1979）
- 《不妥協的一代》（1980）
- 《火葬場奇案》（1980）
- 《逃出那條黑街》（1983）
- 《台西風雲》（1983）

### 電視劇演出
| 播出頻道   | 劇名                     | 飾演          |
| 民視       | 《媽媽請您也保重》       | 林添丁        |
| 民視       | 《嘉慶君遊台灣》         | 王祿仙        |
| 民視       | 《阿不拉的三個女人》     | 簡大目        |
| 民視       | 《風水世家》             | 吳勝堂        |
| 民視       | 《廉政英雄迎戰強權》     | 劉世貴        |
| 民視       | 《嫁妝》                 | 江樹根        |
| 台視       | 《冷月孤星劍》           |               |
| 台視       | 《阿霞開店》(台視版)     | 石英俊        |
| 台視       | 《根》                   | 阿國          |
| 台視       | 《台灣百合》             | 林鄉長        |
| 華視       | 《媽媽！請您也保重》     | 金旺          |
| 華視       | 《媽祖的故事》           | 洪毅          |
| 華視       | 《愛你入骨》             | 陳俊雄        |
| 華視       | 葉青歌仔戲《楊家將》     | 楊大郎        |
| 華視       | 李如麟歌仔戲《仙侶奇緣》 | 玉皇大帝      |
| 華視       | 《愛》                   | 李來旺        |
| 華視       | 《緣》                   | 李來旺        |
| 華視       | 《書劍恩仇錄》           |               |
| 華視       | 《城隍爺出巡》           | 趙王爺        |
| 華視       | 《天下父母心》           |               |
| 華視       | 《我的阿爸我的子》       | 蔡森雄        |
| 華視       | 《驚世媳婦》             | 白大樹        |
| 華視       | 《驚世新娘》             | 林福生        |
| 華視       | 《我愛我妻我愛子》       | 本田先生      |
| 華視       | 《流浪三兄妹》           |               |
| 華視       | 《媽祖》                 |               |
| 華視       | 《何日君再來》           | 李天福        |
| 華視       | 《水色嘉南》             | 林居財        |
| 中視       | 《阿霞開店》             | 石英俊        |
| 中視       | 《媽祖拜觀音》           | 林愿          |
| 中視       | 《豪门本色》             | 何旺          |
| 三立台灣台 | 《鳥來伯與十三姨》       | 林太平        |
| 三立台灣台 | 《伴阮過一生》           | 林東山        |
| 三立台灣台 | 《台灣阿誠》             | 葉根火/王根火 |
| 三立台灣台 | 《負君千行淚》           | 張明雄        |
| 三立台灣台 | 《台灣霹靂火》           | 何台生        |
| 三立台灣台 | 《金色摩天輪》           | 陳金順        |
| 公視       | 《大醫院小醫師》         | 楊格父        |
| 大愛電視   | 《失落的名字》           | 吳粟的鄰居    |
| 大愛電視   | 《醜醜好菓子》           | 陳井          |

## 外部連結
- 賀軍政在香港影庫上的簡介